# Pedro Hernández de Villaumbrales
Pedro Hernández de Villaumbrales, sacerdote y escritor español del siglo xvi, nacido en Villaumbrales (Palencia). Escribió el libro de caballerías a lo divino El caballero del sol (Medina del Campo, 1552) y Comentarios en que se contiene lo que el hombre debe saber, creer y hacer para aplazer a Dios (Valladolid, 1566).
Fue rector de la Iglesia de Santa María la Antigua de la villa de Becerril.
Excepto el lugar de su nacimiento y su cargo de rector en Becerril, que figuran en los prolegómenos de los libros que publicó, no se conoce ningún otro documento que aporte más información sobre este escritor.